# 洪琬婷
洪琬婷（英語：Hung Wan-Ting，1984年—），生於台灣台北市，前中華民國陸軍中校。曾獲選至美國西點軍校受訓畢業，為西點軍校首位來自亞洲的畢業女性軍官，也是台灣首位自西點軍校畢業的女性軍官。
其父母為學校老師。就讀景美女中時，曾參加學校田徑隊，體能優異。於2002年推甄上中華民國陸軍官校。因校內成績優異，於2003年獲選至美國西點軍校，以交換生身份就讀，主修系統工程。2007年自西點軍校畢業，回國服役，成為陸軍官校史上首位取得西點軍校學位的女性軍官。2009年再度獲選至美國，取得口譯與筆譯碩士。2015年當選十大傑出女青年。
2022年，達15年法定退役年齡，尚未達到可領終身俸的20年年資前，申請提前退伍獲准。